# Нагао Тамэкагэ
Нагао Тамэкагэ (长尾为景, 1489 — 29 января 1543) — японский самурай и даймё периода Сэнгоку. 7-й глава рода Нагао (1506—1536), отец Нагао Кагэторы, будущего Уэсуги Кэнсина.

## Биография
Сын и преемник Нагао Ёсикагэ (1464—1506), 6-го главы рода Нагао (1483—1506). В октябре 1506 года после смерти своего отца Тамэкагэ стал новым главой рода Нагао в провинции Этиго.
По мнению некоторых учёных, в том числе профессора Джорджа Сэнсома, Нагао Тамэкагэ был одним из первых даймё, появившихся после перехода фактической власти в провинциях от военных наместников и сёгунских чиновников к местным самостоятельным владетелям — даймё.
Нагао Тамэкагэ был вассалом рода Уэсуги и заместителем (сюго-дай) Уэсуги Фусаёси (1474—1507), сюго (военного наместника) провинции Этиго. Тамэкагэ оказал помощь своему господину в победе над родственным кланом Огигаяцу Уэсуги во время конфликта в 1500-1505 годах.
В дальнейшем Нагао Тамэкагэ выступил против своего господина Уэсуги Фусаёси, стремясь узурпировать его власть в провинции Этиго. Между ними произошло несколько битв. В 1507 году Уэсуги Фусаёси осадил своего мятежного вассала в Нисихама в провинции Этиго, но потерпел поражение. Вскоре Уэсуги Фусаёси погиб во время сражения с отрядами секты Икко-икки. Ему наследовал сын Уэсуги Сададзанэ (1478—1550), ставший последним сюго провинции Этиго. Однако он не имел реальной власти в отцовской провинции. В 1509 году Нагао Тамэкагэ разбил Уэсуги Саданори в битве при Итибури (провинция Эттю).
Нагао Тамэкагэ продолжал расширять свои владения и увеличивать собственную власть. В 1510 году он вступил в тайную переписку с Дзинбо Нагакиё и Дзинбо Нагацуна, призывая их свергнуть лидера рода Дзинбо Ёсимунэ и заключить союз с Нагао. Дзинбо Ёсимунэ узнал о кознях братьев и приказал их казнить. Род Дзинбо был ослаблен.
В это же время Нагао Тамэкагэ вступил в борьбу с Уэсуги Акисада (1454—1510), канто канрэем и сюго провинций Кодзуки и Мусаси. В 1510 году при поддержке Ходзё Соуна Нагао Тамэкагэ одержал победу над Уэсуги Акисада, который погиб. В течение нескольких лет Нагао и Го-Ходзё захватили практические все владения рода Уэсуги.
В декабре 1536 года Нагао Тамэкагэ выступил из замка Касугаяма против монахов секты Икко из провинции Кага. В битве при Сэнданно он потерпел поражение и погиб вместе со многими своими воинами. Согласно данным Сэнран-ки (Записки о войне), в 1536 году Тамэкагэ отказался от власти в пользу своего старшего сына и удалился в монастырь. Ему наследовал старший сын Нагао Харукагэ (1509—1553), ставший 8-м главой рода Нагао (1536—1548).